# Gordon Thomson

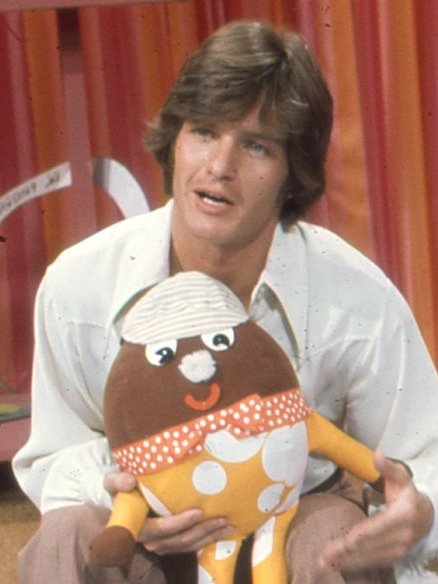
Gordon Thomson 1971.

Gordon Thomson, född 2 mars 1945 i Ottawa, Ontario, är en kanadensisk skådespelare som är mest verksam i USA. Hans mest kända roll är rollen som Adam Carrington i Dynastin, en roll han gjorde mellan 1982 och 1989. Han medverkade även i tre avsnitt av Dynastins spin-offserie The Colbys. 1990-1993 spelade han Mason Campbell i den amerikanska såpoperan Santa Barbara. Han spelade även i såpoperan The Young and the Restless och rollen som A.J. Deschanel i såpoperan Sunset Beach mellan 1998 och 1999. Han medverkade även i såpoperan Ryans Hope.